# Хромов, Пётр Филиппович
Пётр Фили́ппович Хро́мов (1904 — 15 марта 1942) — русский советский поэт, погибший в годы Великой Отечественной войны.

## Биография
Родился в семье кубанского казачьего офицера.
Детские и юношеские годы будущего поэта прошли в станице Темиргоевской Кубанской области, ныне Курганинского района Краснодарского края.
Живя в станице, ещё в школьные годы начал писать стихи. Окончив школу, поступил в Краснодарский художественный техникум. Затем переехал в Ростов-на-Дону, поступил в Ростовский-на-Дону государственный педагогический институт.
Работал в аэропорту Ростова-на-Дону.
С конца 1920-х годов подборки стихов Хромова появляются в периодике Северо-Кавказского края: журналах «На подъёме», «Советский Северный Кавказ», альманахе «Литературный Ростов», газетах «Большевистская смена», «Колхозная правда», «Молот». Также его стихи публикуют и центральные журналы, в частности, «Красная новь», «Костёр» и другие.
Принимал участие в деятельности Всероссийского общества крестьянских писателей.
Значительное место в стихах Хромова принадлежит изображению жизни советской деревни, коллективизации. С любовью изображает он картины родной природы. Немало строк он посвятил людям труда, романтике морских путешествий, лётчикам.
Пробовал свои силы и в прозаическом жанре, написав рассказы «Сосед», «Мишкина болезнь» и другие, а также ряд очерков.
На творческом пути Хромова поддерживал Александр Фадеев, публикуя его произведения в журналах, давая ценные советы, отмечая успехи. Так, в одном из писем он особо выделил стихотворение о раненом дереве и «Снова труд окончился дневной…», отметив в них «единство земли и неба».
По свидетельству друга Хромова, писателя М. М. Обухова, высоко оценил стихи Хромова и Михаил Исаковский.
При жизни Хромова вышло всего два сборника его стихов: в 1939 году — книжка для детей «Самолёт», а в 1940 — «Свежий ветер».
С началом Великой Отечественной войны Хромов был призван в РККА. Окончив краткосрочные курсы, в звании лейтенанта в рядах прославленной 30-й Иркутской стрелковой дивизии полковника С. К. Потехина участвовал в боях на Южном фронте.
15 марта 1942 года, увлекая за собой бойцов в контратаку, был тяжело ранен. Скончался в этот же день по дороге в госпиталь.
Похоронен в братской могиле № 16 в Большекрепинском районе Ростовской области.

## Память
- В станице Темиргоевской в память о Хромове в 2005 году установлена мемориальная доска[3].
- Памяти Хромова был посвящён первый праздник литературы и искусств Курганинского района «Золотая Роза», проведённый в станице Темиргоевской[11].
- Уже после смерти поэта в 1960-х годах в Ростовском книжном издательстве вышли две книги его стихов.
- В 2005 году в издательстве «Живица» (Ростов-на-Дону) в серии «Тропой Парнаса», сборник 11, вышла книга стихов Петра Хромова «Под крышей туч».

## Книги
- Самолет: [Стихи. Для мл. возраста] / Рис. А. Глуховцева. — [Ростов-н/Д]: Ростиздат, 1939. — 20 000 экз.
- Свежий ветер: Стихи. — Ростов-н/Д: Ростиздат, 1940. — 56 с. — 3000 экз.
- Свежий ветер: [Стихи] / [Сост. А. Г. Гарнакерьян]. — Ростов-н/Д: Кн. изд-во, 1961. — 54 с. — 2000 экз.
- [Стихи] / Сост. Д. Долинский]. — Ростов-н/Д: Кн. изд-во, 1967. — 23 с. — 3000 экз.